# Omnium masculin aux Jeux olympiques d'été de 2012
Navigation
Rio de Janeiro 2016
L'omnium masculin, épreuve de cyclisme sur piste aux Jeux olympiques d'été de 2012, a lieu les 4 et 5 août 2012 sur le vélodrome de Londres. C'est la première fois que l'épreuve est au programme des Jeux olympiques.
La médaille d'or revient au coureur Danois Lasse Norman Hansen, la médaille d'argent au Français Bryan Coquard et la médaille de bronze au Britannique Edward Clancy.

## Format de la compétition
Chaque épreuve donne lieu à un classement individuel. Les classements des coureurs sur les épreuves sont cumulés. Le vainqueur de l'omnium est le coureur totalisant le moins de points à l'issue des épreuves. En cas d'ex-aequo, le vainqueur est le coureur ayant réalisé le meilleur temps cumulé lors des épreuves contre-la-montre.
L'omnium comprend six épreuves se déroulant sur deux journées selon l'ordre ci-après :
1. Tour lancé : contre-la-montre de 250 mètres
2. Course aux points, sur 30 km
3. Course à l'élimination
4. Poursuite individuelle, sur 4 000 m. Elle oppose chaque fois 2 coureurs dans l'ordre du classement général après l'élimination
5. Course scratch
6. Contre-la-montre, sur 1 000 m. Chaque fois 2 coureurs en piste dans l'ordre du classement général après le scratch

## Programme
Tous les temps correspondent à l'UTC+1
| Date                 | Horaire                 | Manche                                                           |
| -------------------- | ----------------------- | ---------------------------------------------------------------- |
| Samedi 4 août 2012   | 10 h 25 17 h 00 18 h 25 | Tour lancé Course aux points Course par élimination              |
| Dimanche 5 août 2012 | 10 h 00 17 h 00 18 h 10 | Poursuite individuelle Course scratch Kilomètre contre-la-montre |

## Médaillés
| Or                  | Argent        | Bronze        |
| Lasse Norman Hansen | Bryan Coquard | Edward Clancy |

## Résultats

### Tour lancé
| Rang | Cycliste            | Pays             | Temps    |
| ---- | ------------------- | ---------------- | -------- |
| 1    | Edward Clancy       | Grande-Bretagne  | 12 s 556 |
| 2    | Shane Archbold      | Nouvelle-Zélande | 13 s 112 |
| 3    | Glenn O'Shea        | Australie        | 13 s 222 |
| 4    | Lasse Norman Hansen | Danemark         | 13 s 236 |
| 5    | Bryan Coquard       | France           | 13 s 347 |
| 6    | Elia Viviani        | Italie           | 13 s 359 |
| 7    | Zachary Bell        | Canada           | 13 s 406 |
| 8    | Juan Esteban Arango | Colombie         | 13 s 469 |
| 9    | Martyn Irvine       | Irlande          | 13 s 504 |
| 10   | Bobby Lea           | États-Unis       | 13 s 559 |
| 11   | Roger Kluge         | Allemagne        | 13 s 571 |
| 12   | Cho Ho-sung         | Corée du Sud     | 13 s 614 |
| 13   | Gijs Van Hoecke     | Belgique         | 13 s 633 |
| 14   | Eloy Teruel         | Espagne          | 13 s 655 |
| 15   | Choi Ki Ho          | Hong Kong        | 13 s 659 |
| 16   | Carlos Linares      | Venezuela        | 13 s 863 |
| 17   | Walter Pérez        | Argentine        | 14 s 036 |
| 18   | Luis Mansilla       | Chili            | 14 s 270 |

### Course aux points
| Rang | Cycliste            | Pays             | Tours | Points |
| ---- | ------------------- | ---------------- | ----- | ------ |
| 1    | Roger Kluge         | Allemagne        | 3     | 79     |
| 2    | Lasse Norman Hansen | Danemark         | 2     | 59     |
| 3    | Eloy Teruel         | Espagne          | 2     | 55     |
| 4    | Bryan Coquard       | France           | 2     | 51     |
| 5    | Martyn Irvine       | Irlande          | 2     | 47     |
| 6    | Elia Viviani        | Italie           | 2     | 47     |
| 7    | Walter Pérez        | Argentine        | 1     | 26     |
| 8    | Glenn O'Shea        | Australie        | 1     | 25     |
| 9    | Gijs Van Hoecke     | Belgique         | 1     | 23     |
| 10   | Cho Ho-sung         | Corée du Sud     | 1     | 20     |
| 11   | Edward Clancy       | Grande-Bretagne  | 0     | 18     |
| 12   | Bobby Lea           | États-Unis       | 0     | 8      |
| 13   | Zachary Bell        | Canada           | 0     | 4      |
| 14   | Shane Archbold      | Nouvelle-Zélande | 0     | 3      |
| 15   | Choi Ki Ho          | Hong Kong        | 0     | 3      |
| 16   | Carlos Linares      | Venezuela        | −1    | −18    |
| 17   | Juan Esteban Arango | Colombie         | −1    | −18    |
| 18   | Luis Mansilla       | Chili            | −2    | −40    |

### Course à l'élimination
| Rang | Cycliste            | Pays             |
| ---- | ------------------- | ---------------- |
| 1    | Bryan Coquard       | France           |
| 2    | Elia Viviani        | Italie           |
| 3    | Glenn O'Shea        | Australie        |
| 4    | Walter Pérez        | Argentine        |
| 5    | Edward Clancy       | Grande-Bretagne  |
| 6    | Shane Archbold      | Nouvelle-Zélande |
| 7    | Roger Kluge         | Allemagne        |
| 8    | Bobby Lea           | États-Unis       |
| 9    | Cho Ho-sung         | Corée du Sud     |
| 10   | Zachary Bell        | Canada           |
| 11   | Choi Ki Ho          | Hong Kong        |
| 12   | Lasse Norman Hansen | Danemark         |
| 13   | Juan Esteban Arango | Colombie         |
| 14   | Carlos Linares      | Venezuela        |
| 15   | Martyn Irvine       | Irlande          |
| 16   | Luis Mansilla       | Chili            |
| 17   | Eloy Teruel         | Espagne          |
| 18   | Gijs Van Hoecke     | Belgique         |

### Poursuite individuelle
| Rang | Cycliste            | Pays             | Temps          |
| ---- | ------------------- | ---------------- | -------------- |
| 1    | Lasse Norman Hansen | Danemark         | 4 min 20 s 674 |
| 2    | Edward Clancy       | Grande-Bretagne  | 4 min 20 s 853 |
| 3    | Glenn O'Shea        | Australie        | 4 min 24 s 811 |
| 4    | Juan Esteban Arango | Colombie         | 4 min 25 s 477 |
| 5    | Roger Kluge         | Allemagne        | 4 min 25 s 554 |
| 6    | Shane Archbold      | Nouvelle-Zélande | 4 min 26 s 581 |
| 7    | Elia Viviani        | Italie           | 4 min 28 s 499 |
| 8    | Zachary Bell        | Canada           | 4 min 29 s 411 |
| 9    | Eloy Teruel         | Espagne          | 4 min 29 s 874 |
| 10   | Gijs Van Hoecke     | Belgique         | 4 min 29 s 992 |
| 11   | Bobby Lea           | États-Unis       | 4 min 30 s 127 |
| 12   | Bryan Coquard       | France           | 4 min 30 s 780 |
| 13   | Cho Ho-sung         | Corée du Sud     | 4 min 32 s 382 |
| 14   | Martyn Irvine       | Irlande          | 4 min 32 s 948 |
| 15   | Walter Pérez        | Argentine        | 4 min 33 s 532 |
| 16   | Carlos Linares      | Venezuela        | 4 min 36 s 477 |
| 17   | Choi Ki Ho          | Hong Kong        | 4 min 38 s 707 |
| 18   | Luis Mansilla       | Chili            | 4 min 53 s 230 |

### Course scratch
| Rang | Cycliste            | Pays             | Tours |
| ---- | ------------------- | ---------------- | ----- |
| 1    | Zachary Bell        | Canada           |       |
| 2    | Eloy Teruel         | Espagne          |       |
| 3    | Bryan Coquard       | France           |       |
| 4    | Roger Kluge         | Allemagne        |       |
| 5    | Elia Viviani        | Italie           |       |
| 6    | Lasse Norman Hansen | Danemark         |       |
| 7    | Bobby Lea           | États-Unis       |       |
| 8    | Cho Ho-sung         | Corée du Sud     |       |
| 9    | Martyn Irvine       | Irlande          |       |
| 10   | Edward Clancy       | Grande-Bretagne  | -1    |
| 11   | Juan Esteban Arango | Colombie         | -1    |
| 12   | Walter Pérez        | Argentine        | -1    |
| 13   | Shane Archbold      | Nouvelle-Zélande | -1    |
| 14   | Glenn O'Shea        | Australie        | -1    |
| 15   | Gijs Van Hoecke     | Belgique         | -1    |
| 16   | Luis Mansilla       | Chili            | -1    |
| 17   | Choi Ki Ho          | Hong Kong        | -1    |
| 18   | Carlos Linares      | Venezuela        | -2    |

### Kilomètre contre-la-montre
| Rang | Cycliste            | Pays             | Temps          |
| ---- | ------------------- | ---------------- | -------------- |
| 1    | Edward Clancy       | Grande-Bretagne  | 1 min 00 s 981 |
| 2    | Lasse Norman Hansen | Danemark         | 1 min 02 s 314 |
| 3    | Glenn O'Shea        | Australie        | 1 min 02 s 513 |
| 4    | Bryan Coquard       | France           | 1 min 03 s 078 |
| 5    | Roger Kluge         | Allemagne        | 1 min 03 s 144 |
| 6    | Shane Archbold      | Nouvelle-Zélande | 1 min 03 s 290 |
| 7    | Juan Esteban Arango | Colombie         | 1 min 03 s 793 |
| 8    | Cho Ho-sung         | Corée du Sud     | 1 min 04 s 150 |
| 9    | Elia Viviani        | Italie           | 1 min 04 s 239 |
| 10   | Zachary Bell        | Canada           | 1 min 04 s 328 |
| 11   | Martyn Irvine       | Irlande          | 1 min 04 s 558 |
| 12   | Gijs Van Hoecke     | Belgique         | 1 min 04 s 748 |
| 14   | Eloy Teruel         | Espagne          | 1 min 05 s 463 |
| 13   | Bobby Lea           | États-Unis       | 1 min 04 s 853 |
| 15   | Choi Ki Ho          | Hong Kong        | 1 min 06 s 071 |
| 16   | Carlos Linares      | Venezuela        | 1 min 06 s 773 |
| 17   | Walter Pérez        | Argentine        | 1 min 07 s 523 |
| 18   | Luis Mansilla       | Chili            | 1 min 08 s 517 |

## Classement général final
Classement général final après six épreuves.
| Rang | Cycliste            | Pays             | TL | CP | CE | PI | CS | KM | Total |
| ---- | ------------------- | ---------------- | -- | -- | -- | -- | -- | -- | ----- |
| 1    | Lasse Norman Hansen | Danemark         | 4  | 2  | 12 | 1  | 6  | 2  | 27    |
| 2    | Bryan Coquard       | France           | 5  | 4  | 1  | 12 | 3  | 4  | 29    |
| 3    | Edward Clancy       | Grande-Bretagne  | 1  | 11 | 5  | 2  | 10 | 1  | 30    |
| 4    | Roger Kluge         | Allemagne        | 11 | 1  | 7  | 5  | 4  | 5  | 33    |
| 5    | Glenn O'Shea        | Australie        | 3  | 8  | 3  | 3  | 14 | 3  | 34    |
| 6    | Elia Viviani        | Italie           | 6  | 5  | 2  | 7  | 5  | 9  | 34    |
| 7    | Zachary Bell        | Canada           | 7  | 13 | 10 | 8  | 1  | 10 | 49    |
| 8    | Shane Archbold      | Nouvelle-Zélande | 2  | 15 | 6  | 6  | 13 | 6  | 48    |
| 9    | Eloy Teruel         | Espagne          | 14 | 3  | 17 | 9  | 2  | 14 | 59    |
| 10   | Juan Esteban Arango | Colombie         | 8  | 17 | 13 | 4  | 11 | 7  | 60    |
| 11   | Cho Ho-sung         | Corée du Sud     | 12 | 10 | 9  | 13 | 8  | 8  | 60    |
| 12   | Bobby Lea           | États-Unis       | 10 | 12 | 8  | 11 | 7  | 13 | 61    |
| 13   | Martyn Irvine       | Irlande          | 9  | 6  | 15 | 14 | 9  | 11 | 64    |
| 14   | Walter Pérez        | Argentine        | 17 | 7  | 4  | 15 | 12 | 17 | 72    |
| 15   | Gijs Van Hoecke     | Belgique         | 13 | 9  | 18 | 10 | 15 | 12 | 77    |
| 16   | Choi Ki Ho          | Hong Kong        | 15 | 14 | 11 | 17 | 17 | 15 | 89    |
| 17   | Carlos Linares      | Venezuela        | 16 | 16 | 14 | 16 | 18 | 16 | 96    |
| 18   | Luis Mansilla       | Chili            | 18 | 18 | 16 | 18 | 16 | 18 | 104   |

Légende:
TL: Tour lancé. CP: Course aux points. CE: Course à l'élimination.
 PI: Poursuite individuelle. CS: Course scratch. KM: Contre-la-montre.